# アブディウェリ・シェイハ・アフメド・モハメド
アブディウェリ・シェイハ・アフメド・モハメド (アラビア語: عبدالولي الشيخ أحمد, ラテン文字転写: Abdiweli Sheikh Ahmed Mohamed, ソマリ語: Cabdiweli Sheekh Axmed、1959年 - )はソマリアの経済学者、外交官、政治家。2013年12月から2014年12月まで同国首相。世界銀行、アメリカ合衆国国際開発庁、アフリカ連合/IBAR、欧州連合、カナダ銀行、東南部アフリカ市場共同体、ジッダのイスラム開発銀行などで勤務経験を持つ。2013年12月から2014年12月までソマリアの首相。
既婚者で、子供がいる。
なお、彼の個人名は「アブディウェリ」であり、「シェイハ」は称号、「アフメド」以降は父祖の名である（一般的には個人名・父名・祖父名・・・と並べる）。ソマリアの報道機関ガローウェ・オンラインなどは「モハメド」を、ロイターは「アフメド」を呼称に使っている。この記事では主としてアフメドで記述する。
過去に仕事でエチオピア、ジブチ、エジプト、イエメン、サウジアラビア、アラブ首長国連邦, ザンビア、ケニア、マレーシアなどに住んだ。そのため、母語ソマリ語の他、アラビア語、イタリア語、英語に堪能で、フランス語もできる。

## 経歴

### 世に出るまで
1959年、ゲド州南部の都市バルデラに生まれた。出身氏族はダロッドのマレハン。
高校卒業後は首都モガディシュのソマリ国立大学 (SNU) に進み、経済学士（Lauria in Economics）となる。
1984年から1990年まで、アフメドは首都モガディシュで、家畜売買や保健機関で働いていた。
1991年に発生したソマリア内戦を機にソマリアを出国、MISK Enterprisesのジブチ、サナア、ナイロビ支所などに勤務し、家畜輸出業務を行った。
その後、カナダに移住。オタワのアルゴンキン大学で学び、コンピュータ・プログラミングのディプロマ（認定学位）を取得。オタワ大学では経済学修士、さらには国際交易の博士号（Ph.D.）を取得した。この他、アメリカ合衆国農務省からプロジェクト・マネージメント、米国農務省動植物検疫所 (APHIS) から動物健康マネージメントのディプロマを、それぞれ取得している。カナダではソマリア国籍を維持したまま市民権も得ている。

### 以降の職歴
1998年から2003年まで、カナダ銀行およびオタワ大学にて、国際開発・交易経済アナリストを務めた。
2003年から2006年まで、アフリカ連合の動物資源アフリカ横断事務局（Inter-African Bureau for Animal Resources, IBAR）にて計画マネージャー、紅海家畜交易委員を務めた。
2007年から2009年まで、ザンビアの首都ルサカにて、東南部アフリカ市場共同体の家畜・牧畜上級アドバイザーを務めた。
さらに2010年から2013年まで、サウジアラビアのジッダにて、イスラム開発銀行の農業・郊外開発上級役員を務めた。また、農業家畜開発部門にも属していた。
この他、世界銀行、アメリカ合衆国国際開発庁、欧州連合での勤務経験がある。また、アラブ連盟のアラブ農業開発機関（AOAD）、国際連合、アフリカ経済委員会 (ECA)、西アフリカ諸国経済共同体、イスラム協力機構 (OIC)、政府間開発機構 (IGAD)、アフリカ開発銀行 (AfDB)、湾岸協力会議 (GCC)、アジア開発銀行 (ADB)、地球乾燥地帯開発推進機構（Global Dry land Alliance Initiative, Inter Agency Donor Group, IADG）、石油輸出国機構、アラブ開発基金（サウジアラビア、クウェート、カタール）などと共同で仕事をした経験がある。
ただし、ソマリア首相になるまで、政治経験は無かった。

### ソマリア首相
2013年12月12日、ソマリア大統領のハッサン・シェイク・モハムドは、ソマリア連邦議会にて、アブディ・ファラ・シルドンに代えて、アフメドをソマリア首相にすると発表した。なお、ソマリアの政治においては氏族間のバランスが重視され、大統領、首相、議会議長は通常別の氏族から選ばれる。シルドンもアフメドと同じマレハン氏族の出身で、今回も氏族のバランスを重視した人事となっている。
12月21日、ソマリア連邦議会はアフメドに対する信任投票を行い、議員243名の内、賛成239、反対2、棄権2となって首相に信任された。アブディウェリは25名の閣僚を決め、2014年1月17日にモハメド大統領など主要人物の内諾を得た。さらに25人の副大臣、5名の州知事を選んでいる。前シルドン内閣からの留任は、わずか2名だった。
1月21日、アフメド首相は内閣信任に先立ち、議会に対し、新しい安全保証プログラムを承認させ、陸軍2万5千、海軍2千、空軍1千名の増強を認めさせ、その上で、ソマリアの被統治地域から軍閥を追い払うと約束している。同日、ソマリア議会は議員233名の内、賛成184名、反対46名、棄権1名で内閣を承認。1月23日に初の閣議が開かれた。

#### 執務状況
2014年2月1日、アフメド首相は1月末に亡くなったアブジリアク・ハジ・フセインの葬儀委員長を務めた。
2月15日、アフメド首相を代表団とする一行がエチオピアの首都アディスアベバを訪問。エチオピア首相などと会談して両国の相互協力を確認し、警察行政での協力の協定等に署名した。
2月26日、アフメド首相は新しい国家安全政策を発表。テロ対策権限を有した政府委員会を作り、そのメンバーに政府長官や有識者を任命した。その作戦部隊として、担当大臣、軍警察、地方長官、警察、情報当局、財界、宗教指導者、市民団体、婦人、青年団体などを組織させ、中央と地方の協力体制を作った。さらに、テロ対策法の制定も進めた。
3月4日、アフメド首相はアラブ首長国連邦に公式訪問し、アブダビ皇太子の弟で副首相のマンスール・ビン・ザーイド・アール・ナヒヤーンと会談。アラブ首長国連邦から政府施設建設の援助などを約束された。
3月12日、アフメド首相はソマリアの首都モガディシュで、国連、EU、エチオピア、アラブ首長国連邦、トルコ、イタリア、イギリス、アメリカ合衆国から代表を集め、主としてソマリア南部で最大の軍閥アル・シャバブへの対策に関する内政安定対策会議を開いた。アフメド首相は、最近政府がアル・シャバブから奪取したラブドフレ、ワジド、フドゥール、ブルドフドなどに残された即席爆発装置、地雷の撤去が重要だと持論を述べた。また、国防省が支援物資の輸送警護に当たっていると説明した。また、内務省が地方行政と治安の支援に当たっているとも説明した。さらには、これら4都市に向けて、副大臣と宗教学者を派遣したとも説明した。これに対してトルコ代表は、ソマリア政府に対する金銭的な支援を申し出ている。。アメリカ合衆国国務省も、同盟軍を通じて、ソマリア政府軍とソマリア駐留アフリカ連合平和維持部隊に対する物資、軍事訓練、装備の支援を表明している。国連の、ソマリア担当国際連合事務総長特別代表ニコラス・ケイは、ソマリアの治安と発展には国際協力が不可欠だと表明した。
2014年3月15日、アフメド首相はイスラム教指導者と会談し、公立の宗教学校設立を表明した。会談には、副首相、宗教省長官、情報省長官、法務省長官、憲法改正局長、および16人の宗教学者が出席。そのための新しい局を設立し、政府と宗教団体との調整、一般市民との調整、イスラムの伝統を逸脱する過激派からの保護を担当すると発表された。

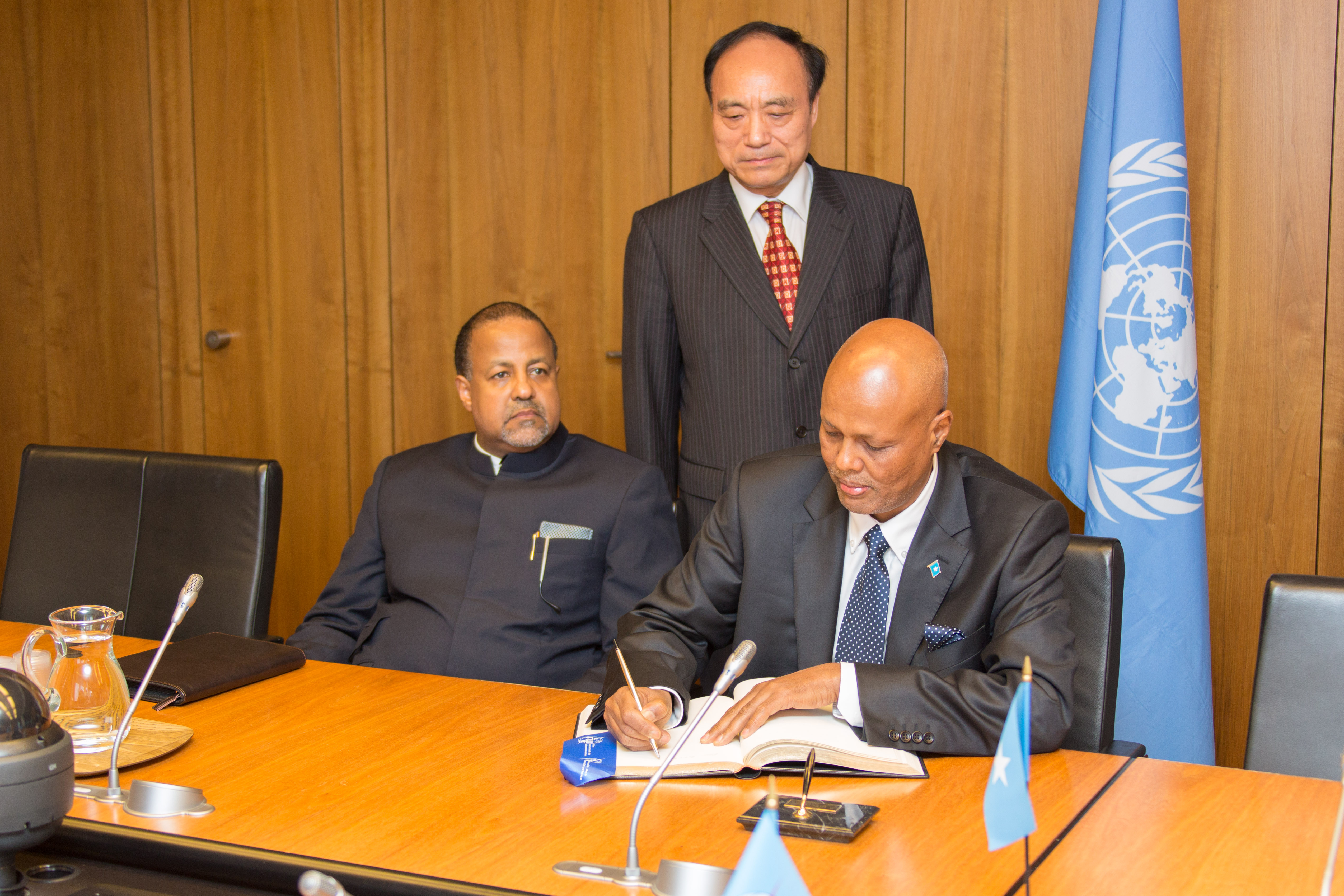
2014年3月21日、ジュネーヴの国際電気通信連合において、ジブチ代表のドアレ氏（向かって左）、国際電気通信連合総長代理のチャオ氏（後ろ）と同席するアフメド首相

3月22日、アフメド首相はスイスジュネーヴの国際労働機関（ILO）で演説し、結社の自由及び団結権の保護に関する条約などに署名。
2014年4月上旬、アフメド首相は閣僚数名と共に、最近になってソマリア政府の統治に入った中南部のいくつかの町を訪問した。訪問した場所は、ブロブルデ、ジョハールなど。
2014年4月、アフメド首相は、首都モガディシュのアデン・アッデ国際空港に、国立航空学校を設立。この場において、ソマリアの空陸輸送省長官のサイド・ジャマ・クルシェルは、6ヵ月後にアデン・アッデ国際空港の新ターミナルが完成し、首都周辺に新しい空港を設立する予定があると表明した。
2014年4月、アフメド首相は首都モガディシュの気象学校の再建を表明。この気象学校はソマリア内戦当初に廃校となっており、これまでは気象予想の訓練には海外留学が必要だった。
2014年4月、アフメド首相は新しいテロ対策法を連邦議会に提出。2014年7月10日、閣議で満場一致で採択された。
2014年5月、アフメド首相は、連邦議会に2014年の年度計画書を提出した。このような計画書が提出されるのは、内戦開始後初めてのことである。この計画は、2016年までの3か年計画（ビジョン2016）の一部として作成された。その内容は、軍事および安全保障、司法改革、外交政策、ソマリアの連邦化推進、内政推進、経済政策、金融政策、社会福祉、政府能力強化などが盛り込まれている。アフメド首相は、特に連邦化推進と、そのための地方自治推進、憲法改正に力を入れると語った。また、経済成長と雇用促進を進めるため、輸出産業を強化し、それを利用して政府能力を強化するとも語った。また、財政の透明化と説明責任についても言及した。また、学校や病院を含めた社会福祉の実現についても述べた。また、労働者、婦人、社会的弱者を保護し、青年に社会に出る機会を与えるとも約束した。さらに、道路、空港、港湾、水とエネルギー施設などの公営施設を充実させると説明した。また、そのための政府施設（省ビルディングなど）も強化すると説明した。
2014年6月9日、ソマリアはコトヌー協定に制限付きで加盟し、20年後に正式な加盟国となることが決まった。それを受けて2014年6月19日、アフメド首相は、ブリュッセルで欧州委員会委員と会談し、翌年の2億8600万ユーロの援助を取り付けた。
2014年6月27日、アフメド首相は赤道ギニアで行われたアフリカ連合の会合に出席し、東アフリカ待機軍への加盟に調印した。

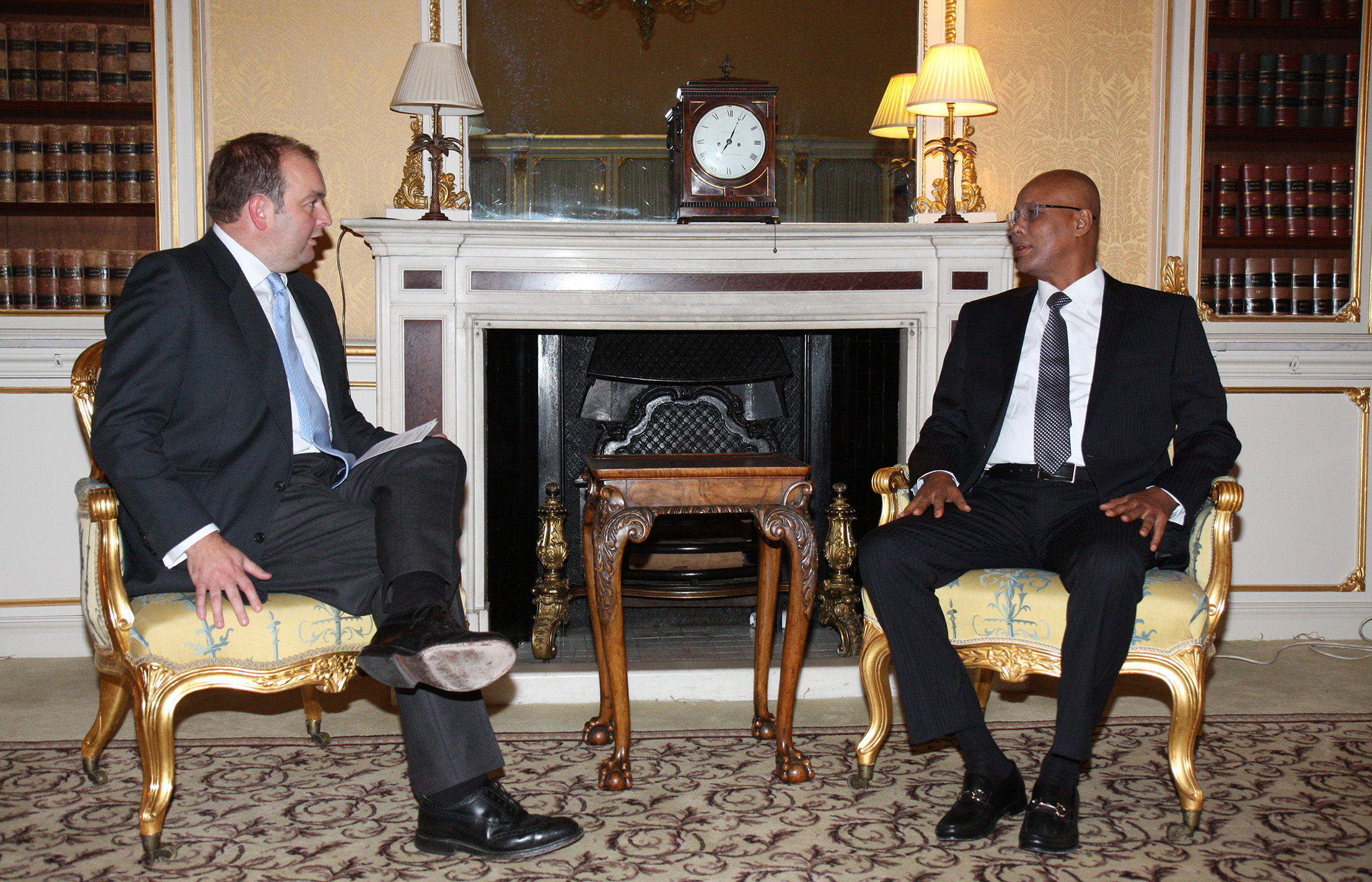
2014年9月17日、ロンドンでイギリスの外務大臣と会談するアフメド首相

9月18日、ソマリアの治安維持とソマリア政府軍立て直しを目的とする国際会議がロンドンで開催され、アフメド首相らが出席。アフメド首相が演説し、現在のアフリカ連合ソマリア平和維持部隊2万に代わるソマリア政府軍が必要と述べた。

#### 解任
2014年10月25日、アフメド首相は、法務長官兼憲法改正局長のファラー・シェイハ・アブドゥルカディア・モハメド、外務副長官のマハド・モハメド・サラドら、アフメド首相に近い立場の閣僚数名を更迭した。これを聞いたモハムド大統領は、直ちにこの内閣改造を無効とする声明を発表し、更迭された閣僚に対して通常通り業務を遂行するよう命令した。
10月27日、国連特使のニコラス・ケイがアフメド首相とモハムド大統領の仲介を斡旋し、会談が行われたが、失敗に終わった。ソマリア北東部の重要な自治区プントランドの情報省長官アブディウェリ・ヒルシ・アブドゥレも「憲法に基づいた話し合いをするべきであり、両者にその気があれば仲介の準備がある」と述べた。連邦議会議長のモハメド・オスマン・ジャワリも、正規の話し合いの場で解決可能だろうと述べていた。
11月初頭、国連特使のケイとEU代表アレクサンダー・ロンドス、ミシェル・セルボンはそれぞれ別の会見で、モハムド大統領とアフメド首相が、ビジョン2016の成功に向けて協力し合うよう呼びかけている、との声明を発表した。ケイ国連特使は、議会の信任投票で票の買収が行われている懸念があり、それが政治的混乱の遠因となっているとの報告が国連安全保障理事会にされるだろうと述べた。また、EU代表アレクサンダー・ロンドスとミシェル・セルボンは、連邦議会の議員に対し、金銭に関する法を順守するよう訴えた
11月3日、モハムド大統領は国際社会に対し、ビジョン2016を継続を保証し、憲法に則った解決を図るので、ソマリアの主権を尊重して欲しいと要望した。
11月4日、特別議会の場において数名の連邦議員が、ケイ国連特使の指摘は間違っているので謝罪か辞任をするよう要求した。一方で、プントランド代表の議員はケイ国連特使を支持した。モハムド大統領とアフメド首相はそれぞれ、連邦議会議員数名と接触し、自分への支持を取り付けるよう動いた。
11月6日、政府間開発機構のソマリア特使、アブディ・アフェイはモハムド大統領、アフメド首相、ジャワリ連邦議会議長と会談し、仲介を試みた。同日、連邦議会議員100名が、内閣不信任決議を提案。ジャワリ連邦議会議長は提案を受理したが、審議の日程は明らかにしなかった。
11月9日、ジャワリ連邦議会議長と国際機関の代表はそれぞれ、モハムド大統領とアフメド首相の仲介を再び試みた。エジプト政府はアラブ連盟に対し、ソマリアに関する緊急会議の開催を要請した。
11月10日、アメリカ合衆国国務省は、ソマリア政府が割れるようであれば、11月末にコペンハーゲンで開催予定のソマリアニューディール会議に出席しないと示唆した。
11月11日、ソマリア連邦議会は内閣不信任決議案の採決を巡って争いとなり、ジャワリ連邦議会議長は議論の無期限延期を宣言した。
11月15日、ソマリア連邦議会が再開されたが、100名以上の議員が国歌を歌いながらアフメド首相の支持を表明、ジャワリ連邦議会議長は再び議論の無期限延期を宣言。
11月16日、モハムド大統領に近い立場の議員は、ジャワリ連邦議会議長に対して内閣信任投票の実施を要求。一方、副首相のリドワン・ヘルジ・モハメドら閣僚数名が首都で会合し、内閣の独立性など4つの声明を発表した
11月17日、モハムド大統領に近い立場の14名の政府長官がアフメド首相の辞任を要求し、24時間以内に承諾が得られなければ自分らが辞任すると発表した。11月18日、閣議後にリドワン・ヘルジ・モハメド副首相が会談し、内閣の判断は政府長官個人の考えよりも重要であり、内閣に同意しない閣僚はやめてもらってもかまわないと発表した。
11月24日、連邦議会が開かれたが、一部の議員が出席者名簿を破ったり議場のスピーカーを切ったりして混乱、ジャワリ連邦議会議長が早々に退席して終了した。ジャワリ連邦議会議長は国政の分裂を恐れて議会を無期限延期とした。同日、アフメド首相は外国メディアに対して11の声明を発表、先の内閣改造の理由説明と、その正当性について訴えた。
12月4日、アラブ連盟の代表がソマリアに来訪、政府分裂防止に対して助力の準備ができていると表明。
12月6日、モハムド大統領はアフメド首相の解任を発表し、12月17日に新首相に現駐米大使で元ソマリア首相のオマル・アブディラシド・アリ・シルマルケを指名した。
12月23日、アフメド首相は辞任会見を行い、在任中の協力者に感謝するとともに、次期首相に指名されたシルマルケの幸運を祈る旨を表明した。翌24日に首相を退任。